# Mats Berglund (grafiker)
Mats Olof Berglund, född 18 mars 1925 i Furudal, Ore församling i Rättviks kommun, Kopparbergs län,  död 25 september 1994 i Jukkasjärvi församling, Kiruna kommun, Norrbottens län, var en svensk tecknare och grafiker.
Berglund studerade måleri och koppargrafik vid ABF:s konstskola i Falun och litografiframställning vid Lofotenateljén i Svolvær. Separat har han ställt ut i bland annat Kiruna, Umeå, Luleå och Boden samt medverkat i ett stort antal samlingsutställningar. Han har utfört en offentlig utsmyckning i Kiruna. Berglund är representerad vid Statens konstråd, Mörksuggefondens samlingar, Folkets hus föreningars riksförbund samt i ett antal kommuner och landsting.